# Gluck (schilder)
Gluck (Londen, 13 augustus 1895 -  Steyning, 10 januari 1978), geboren als Hannah Gluckstein, was een Engelse schilder van portretten, landschappen en bloemstillevens die tussen 1920 en 1940 zeer werden gewaardeerd. Gluck wordt tegenwoordig gezien als een van de eerste mensen die openlijk durfde te breken met gangbare genderpatronen. Aan het begin van de 21e eeuw werd het werk, en het onconventionele leven, van Gluck herontdekt.

## Jeugd en opleiding
Gluck werd als Hannah Gluckstein geboren in een rijke Brits-Joodse familie, als kind van Joseph Gluckstein en de Amerikaanse operazangeres Francesca Halle. Tegen de wens van de familie in volgde Gluck een opleiding tot beeldend kunstenaar aan de St Johns Wood School of Art. Eenmaal meerderjarig en financieel zelfstandig kocht Gluck een atelier in Cornwall. Rond 1918 begon Gluck  zich te kleden als man, had kortgeknipt haar, rookte pijp en stond erop alleen met de naam Gluck te worden aangesproken.

## Werk
Vanaf 1920 begon Glucks werk waardering te krijgen, vooral de portretten en bloemstillevens. Gluck werd met name bekend door studies van gestileerde boeketten. Dit werk was geïnspireerd op de bloemstukken en arrangementen van de in die tijd zeer bekende bloemsierkunstenares Constance Spry, met wie Gluck een relatie had. In de jaren twintig en dertig waren er regelmatig exposities van Glucks werk, dat ook commercieel succesvol was. Gluck leefde in Cornwall letterlijk in de nabijheid van de kunstenaarsgroep de Newlyn School, maar heeft zich nooit aan een stroming of groep verbonden. Glucks werk mocht alleen 'solo' worden tentoongesteld en nooit als onderdeel van groepsexposities.
Gluck ontwikkelde een speciale lijst voor schilderijen: de ‘Glucklijst’ bestaat uit drie lijsten van afnemende grootte, die op elkaar zijn bevestigd. Kleur en dessin van de lijst zijn gelijk aan de muur waarop het schilderij hangt. De Glucklijst werd een standaard element van modernistische en art-deco-woninginrichting.
Na de Tweede Wereldoorlog werd Gluck minder actief en namen belangstelling en commercieel succes af. Gluck richtte zich jarenlang volledig op het ontwikkelen van kwaliteitsstandaarden voor olieverf. In de jaren zestig kende Gluck een opleving van creativiteit en productiviteit; een overzichtstentoonstelling van nieuw werk in 1973 was succesvol. Gluck stierf in 1978.

## Herontdekking
Na het verschijnen van een biografie in 2013 groeide de belangstelling voor het leven en werk van Gluck, die wordt gezien als een van de eerste mensen die openlijk durfde te breken met gangbare genderrollen. Glucks werk is echter conventioneler dan veel mensen verwachten. In 2017 werd er in Londen voor het eerst in veertig jaar weer een expositie van Glucks werk gehouden. De BBC maakte naar aanleiding van die tentoonstelling een documentaire met de titel 'Gluck, who did she think he was?'.